# البطولة الوطنية المجرية 1928–29
البطولة الوطنية المجرية 1928–29 (بالمجرية: 1928–1929-es magyar labdarúgó-bajnokság)‏ هو الموسم 26 من  البطولة الوطنية المجرية. أشرف على تنظيمه اتحاد المجر لكرة القدم، وكان عدد الأندية المشاركة فيه  12، وفاز فيه نادي بودابست.